# 윈도우 10 버전 역사
윈도우 10은 버전이 빠르게 올라가고 있다.

## 개발 초기

### 10.0.9926 이전
10.0.9926 빌드 이전에는 커널 버전이 NT 6.4였고 한글판이 없었다.

### 10.0.9926 빌드
10.0.9926 빌드에는 많은 기능이 추가되었다. 이 버전의 새로운 기능은 다음과 같다.
- 작업표시줄의 검색 기능 추가
- 사진 앱 추가
- 스토어의 베타 버전 추가

### 10.0.10041
10.0.10041 빌드에서 개선되거나 추가된 기능은 다음과 같다.
- 시작 버튼 축소
- 휴지통과 검색 창의 디지인 바뀜
- 시작 메뉴의 반투명 효과 적용

## Threshold 1 (지원 종료)
2015년 7월 29일에 쓰레시홀드 1(Threshold 1, TH1)이 출시되었다. 윈도우10 첫번째 정식버전이고 1507이며 2017년 5월 9일 지원이 종료되었다
RTM 빌드버전은 10240.16384이고 현재 최신 업데이트 빌드버전은 10240.18932이다.

## Threshold 2 (지원 종료)
2015년 11월 11에 쓰레시홀드 2(THreshold 2, TH2)가 출시되었다. 버전은 1511이다.
RTM 빌드버전은 10586.0이고 2018년 4월의 마지막 업데이트 빌드버전은 10586.1540이다.

## Redstone 1 (지원 종료)
2016년 8월 3일에 레드스톤 1(Redstone 1, RS1)이 출시되었다. 버전은 1607이다.
RTM 빌드버전은 14393.0이고 현재 최신 업데이트 빌드버전은 14393.4402이다.

## Redstone 2 (지원 종료)
2017년 4월 12일에 레드스톤 2(Redstone 2, RS2)가 출시되었다. 버전은 1703이다.
RTM 빌드버전은 15063.0이고 2021년 3월의 마지막 업데이트 빌드버전은 15063.2679이다.

## Redstone 3 (지원 종료)
2017년 10월 17일에 레드스톤 3(Redstone 3, RS3)이 출시되었다. 버전은 1709이다.
RTM 빌드버전은 16299.15이고 2020년 10월의 마지막 업데이트 빌드버전은 16299.2166이다.

## Redstone 4 (지원 종료)
2018년 5월 1일에 레드스톤 4(Redstone 4, RS4)가 출시되었다. 버전은 1803이다.
RTM 빌드버전은 17133.1 17134.1이고 2021년 5월의 마지막 업데이트 빌드버전은 17134.2208이다.
취소선 쳐진 이유는 17133.1이 RTM으로 Sign-Off 된 상태로 매우 심각한 안정성 버그로 인해 연기되고 17134.1이 배포되었다.

## Redstone 5 (지원 종료)
2018년 11월 13일에 레드스톤 5(Redstone 5, RS5)가 출시되었다. 버전은 1809이다.
RTM 빌드버전은 17763.1 17763.107이고 현재 최신 업데이트 빌드버전은 17763.1935이다.
취소선 쳐진 이유는 17763.1이 RTM으로 10월 2일 출시되었지만 업데이트 시 사용자 폴더 내용이 삭제되는 버그가 있어 2차례의 누적 업데이트 후 17763.107이 RTM으로 Sign-Off 되어 배포되었다.

## 19H1
2019년 5월 21일에 19H1이 출시되었다. 버전은 1903이다.
RTM 빌드버전은 18362.30이고 현재 최신 업데이트 빌드버전은 18362.1556이다.
이 버전부터 버전에 코드네임이 붙지 않았다.

## 19H2
2019년 11월 12일에 19H2가 출시되었다. 버전은 1909이다.
RTM 빌드버전은 18363.418이고 현재 최신 업데이트 빌드버전은 18363.1556이다.
이 버전은 19H1의 마이너 패치로 19H1과 동일한 누적 업데이트를 사용한다. 따라서 19H1을 사용하고 있다면 웬만하면 19H2로 업그레이드 하자.

## 20H1 (Vibranium 코드베이스)
2020년 5월 28일에 20H1이 출시되었다. 버전은 2004이다.
RTM 빌드버전은 19041.264이고 현재 최신 업데이트 빌드버전은 19041.985 (프리뷰는 19041.1023)이다.
이 버전은 원래 2003이여야 하는데 Windows Server 2003과의 혼란을 방지하기 위해 2004가 되었다.

## 20H2 (Manganese 코드베이스) (취소)
2020년 6월 11일에 20H2 (Manganese 코드베이스)의 마지막 Insider Preview가 배포되었다.
RTM이 나오지 않은 채로 취소되었다. 최종 빌드버전은 19645.1이다.
20H2 (Vibranium 코드베이스)로 대체되었고 21H1 (Iron 코드베이스) 로 계승되었다.

## 20H2 (Vibranium 코드베이스)
2020년 10월 21일에 20H2가 출시되었다. 버전은 2009이다.
RTM 빌드버전은 19042.572이고 현재 최신 업데이트 빌드버전은 19042.985 (프리뷰는 19042.1023)이다.
이 버전은 20H1의 마이너 패치로 20H1과 동일한 누적 업데이트를 사용한다.

## 21H1 (Iron 코드베이스) (취소)
2020년 12월 15일에 21H1 (Iron 코드베이스)의 마지막 Insider Preview가 배포되었다.
RTM이 나오지 않은 채로 취소되었다. 최종 빌드버전은 20279.1이다.
21H1 (Vibranium 코드베이스)로 대체되었고 21H2 (Cobalt 코드베이스) 로 계승되었다.

## 21H1 (Vibranium 코드베이스)
2021년 5월 19일에 21H1이 출시되었다. 버전은 2103이다.
RTM 빌드버전은 19043.928이고 현재 최신 업데이트 빌드버전은 19043.985 (프리뷰는 19043.1023)이다.
이 버전은 20H2의 마이너 패치로 20H1, 20H2와 동일한 누적 업데이트를 사용한다. 따라서 20H1, 20H2를 사용하고 있다면 웬만하면 21H1로 업그레이드 하자.

## 21H2
마이크로소프트가 2021년 11월 17일 출시한 윈도우 10의 버전이다. 20H1의 마이너 업데이트로, 20H1, 20H2, 21H1에 이어 네번째 마이너 업데이트(21H2)이다.
빌드 번호는 19044.1288로 확정되었다.

## 22H2
2022년 10월 19일, 22H2가 정식 출시되었다. 빌드 번호는 19045.2130이다.

## 같이 보기
- 윈도우 서버 2016
- 윈도우 서버 2019
- 윈도우 10 모바일
- 엑스박스 시스템 소프트웨어
- 윈도우 11 버전 역사